# Archiulus corsicus
Archiulus corsicus är en mångfotingart som först beskrevs av Henri W. Brölemann 1903.  Archiulus corsicus ingår i släktet Archiulus och familjen kejsardubbelfotingar. Utöver nominatformen finns också underarten A. c. schultzei.